# 2020년 NBA 드래프트
2020년 NBA 드래프트(2020 NBA draft)는 2020년 11월 18일에 열렸다. 이 드래프트는 원래 6월 25일 브루클린 바클레이스 센터에서 열릴 예정이었으나 당시 진행 중인 코로나19 범유행으로 인해 ESPN 시설에서 대신 진행되었다. 코네티컷주 브리스틀 (코네티컷주)에서 화상회의를 통해 행사가 진행되었다. 전미 농구 협회(NBA) 팀은 미국 아마추어 대학 농구 선수와 해외 선수를 포함한 기타 적격 선수를 차례로 선발했다. 이는 ESPN을 통해 전국적으로 방영되었다. 드래프트 복권은 원래 2020년 5월 19일에 열릴 예정이었으나 부분적으로 2020 NBA 버블로 인해 대신 2020년 8월 20일에 열릴 예정이었다. 이번 드래프트는 1975년 이후 6월에 열리지 않은 첫 번째 드래프트였으며, NBA의 전신인 미국농구협회(BAA)가 7월에 실시한 첫 번째 1947년 드래프트 이후 그달 늦게 이루어진 두 번째 드래프트이기도 했다. 이 드래프트에는 전염병 제한으로 인해 적절한 "대기실"이 없다는 점도 포함되었다. 첫 번째 선택은 조지아 출신의 앤서니 에드워즈 (농구 선수)를 선택한 미네소타 팀버울브스가 만들었다.